# ザカリー・アテカメ
ザカリー・クリストファー・アテカメ（Zachary Christopher Athekame, 2004年12月13日 - ）は、スイス・バンレーセ出身のサッカー選手。セリエA・ACミラン所属。ポジションはMF。

## 経歴
アテカメは、アスレティック・レジーナFC、オリンピック・ジュネーブFC、セルヴェット、メイランといったスイスのクラブでユース時代を過ごした。[ 2 ] 2022年2月にヌーシャテル・ザマックスに加入し、当時チャレンジリーグ (スイス)でプレーしていたが、2022年12月12日に同クラブと初のプロ契約を締結した。
2023年12月30日、スーパーリーグ (スイス)のBSCヤングボーイズは、アテカメと2028年まで契約することに合意したことを発表し、彼は2023-24シーズン後半にヌーシャテル・ザマックスに一旦貸し戻された。
2025年8月15日、アテカメはイタリア・セリエAのACミランと2030年6月30日までの5年契約を結んだ。

## 代表経歴
デンマークのバンレーセで生まれたアテカメの父親はナイジェリア人で、母親はヌーシャテル出身のスイス人である。彼はスイスのユース代表であり、2023年9月にスイスU-21でデビューした

。